# Harry Escott
Harry Escott (* 9. September 1976 in London) ist ein englischer Komponist von Filmmusik und Cellist.
Er hat bereits Filmmusik für zahlreiche Spielfilme (u. a. The Road to Guantanamo, Hard Candy und Die Österreichische Methode) komponiert, meistens in Zusammenarbeit mit Molly Nyman, der älteren Tochter des Komponisten Michael Nyman. Seit 2000 spielt er Cello auf Aufnahmen und bei Live-Auftritten von Shpongle.
Er studierte am Somerville College, Oxford University.

## Filmografie (Kompositionen)
- 2003: We Built This City: New York (mit Molly Nyman)
- 2005: Hard Candy (mit Molly Nyman)
- 2005: What’s Your Name 41?
- 2006: The Road to Guantanamo (mit Molly Nyman)
- 2006: Deep Water (mit Molly Nyman)
- 2006: Die Österreichische Methode (mit Molly Nyman)
- 2007: Ein mutiger Weg (A Mighty Heart)
- 2011: Shame
- 2013: Enemies – Welcome to the Punch (Welcome to the Punch)
- 2013: The Selfish Giant
- 2017: Retablo
- 2018–2019: Deep State (Fernsehserie)
- 2020: The English Game
- 2021: Ali & Ava

## Auszeichnungen
British Independent Film Award
- 2021: Auszeichnung für die Beste Musik (Ali & Ava)